# Werner Schneege
Werner Schneege (* 22. Mai 1954 in Wittstock/Dosse; † 12. Juni 1974 bei Schutschur) war ein Todesopfer an der innerdeutschen Grenze.

## Leben
Werner Schneege war von Beruf Agrotechniker und vor seiner Einberufung als Gabelstaplerfahrer tätig. Im November 1973 begann sein Dienst als Grundwehrdienstleistender bei den Grenztruppen der DDR. In der Nacht vom 12. zum 13. Juni 1974 erklärte er dem Unteroffizier Gerd B., mit dem er zusammen Grenzdienst hatte, er wolle in die Bundesrepublik flüchten. Dieser beschloss aus Angst vor Konsequenzen, mitzukommen. Zu diesem Zeitpunkt befanden sie sich gegenüber der Ortschaft Schutschur am DDR-Ufer der Elbe. Beim Durchschwimmen des Flusses hatte Gerd B. mit starker Strömung zu kämpfen und achtete nicht mehr auf Werner Schneege, der nicht am westlichen Ufer ankam. Schneeges Leiche wurde am 17. Juni 1974 bei Klein Kühren durch DDR-Grenztruppen entdeckt.